# Kolonok
Kolonok (Mustela sibirica, dříve též Kolonocus sibiricus; česky někdy nazývaný norek sibiřský či lasice sibiřská) je malá kunovitá šelma, která žije ve východní, jihovýchodní, severní a severozápadní Asii a malé části východní Evropy. Je velmi podobný norkovi evropskému a fretce. Kolonok je menší a světlejší než norek, ale taxonomicky jsou oba druhy blízce příbuzné. Kolonok dosahuje délky těla 31–39 cm, ocas měří 17–18,5 cm a váha se pohybuje mezi 360 až 820 g. Živí se drobnými a středně velkými hlodavci, obojživelníky, plazy, rybami a asi z 5 % rostlinnou stravou (např. oříšky). V zimě se pro potravu často ponořuje do sněhu. Kolonok využívá několik nor, které často osidluje po hlodavcích, jež sám ulovil. Mezi jeho přirozené nepřátele patří jakékoliv větší šelmy (i jeho příbuzní kunovití) a dravci. Jeho kožešina je poměrně ceněná, kromě jiného se z ní dělají chlupy do štětců. Při obraně je velmi agresivní a podobně jako mnozí další kunovití vypouští na nepřátele páchnoucí tekutinu. Velmi rychle se množí, může mít až 12 mláďat v jednom vrhu. Značně trpí na parazity (blechy, motolice, červy, hlístice), mnozí jedinci jimi mohou být doslova zamořeni. Rovněž je náchylný k hromadným úhynům v důsledku nemocí.

## Chov v zoo
Kolonoci jsou v ČR chováni v ZOO Olomouc, ZOO Tábor, Zoo Brno a v Zooparku Chomutov. 

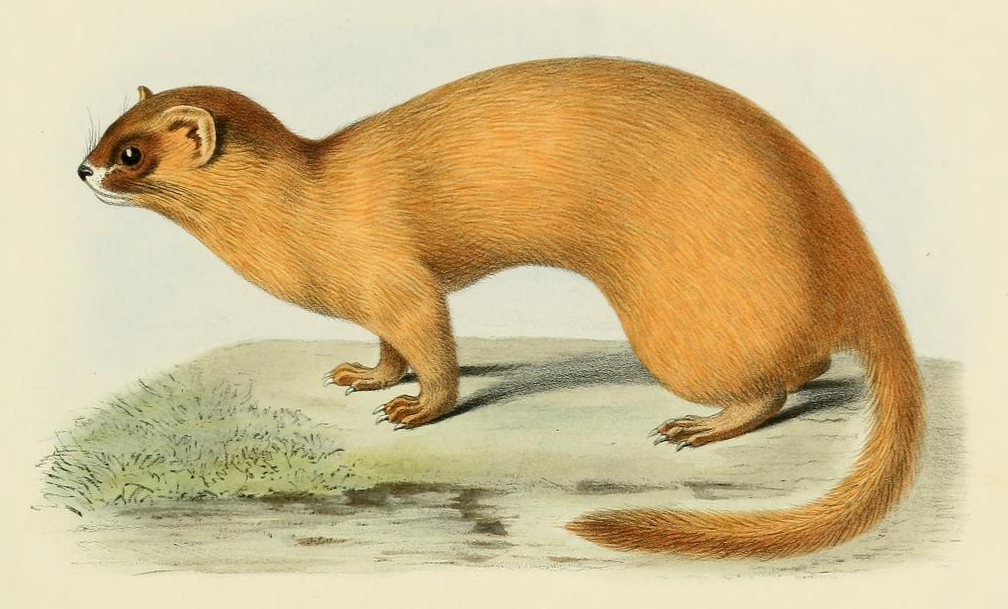
Malba kolonoka z roku 1868